# Arpino
Arpino é uma comuna italiana (município italiano, no português BR) da província de Frosinone, região do Lácio, com cerca de 7.430 habitantes. Fica a 129 km de distância de Roma. Estende-se por uma área de 55 km², tendo uma densidade populacional de 135 hab/km². Faz fronteira com os seguintes municípios (comunas, no português europeu): Broccostella, Casalattico, Casalvieri, Castelliri, Fontana Liri, Fontechiari, Isola del Liri, Monte San Giovanni Campano, Santopadre e Sora.
A comuna é conhecida por ser o berço do grande advogado e orador da Roma Antiga: Cícero.
Era chamada de Arpínio no período romano.

## Demografia
| Variação demográfica do município entre 1861 e 2011                               |
|                                                                                   |
| Fonte: Istituto Nazionale di Statistica (ISTAT) - Elaboração gráfica da Wikipedia |